# Майор Дънди
„Майор Дънди“ (на английски: Major Dundee) е американски уестърн филм, излязъл по екраните през 1965 година, режисиран от Сам Пекинпа с участието на Чарлтън Хестън и Ричард Харис в главните роли.  

## Сюжет
Внимание:  Текстът по-долу разкрива сюжета на произведението (или части от него)!
По време на Гражданската война в Америка офицерът от кавалерията на Съюза майор Амос Дънди е освободен от командването си за неуточнена тактическа грешка в битката при Гетисбърг (подразбира се, че е показал твърде много инициатива) и е изпратен да ръководи лагер за военнопленници в територията на Ню Мексико. След като семейство фермери и помощна колона от кавалерия са избити от военен вожд на апачите на име Сиера Чариба, Дънди изпраща своя разузнавач Самюел Потс да открие Чариба и започва да набира своя собствена неоторизирана сила. Той се опитва да вербува затворници от Конфедерацията, водени от неговия бивш приятел, превърнал се в съперник от Уест Пойнт, капитан Бен Тайрийн. Тайрийн изпитва неприязън към Дънди и отказва молбата му. Преди войната Дънди е гласувал при решение на военен съд на Тайрийн от армията на Съединените щати за участие в дуел, което води до уволнението на Тайрийн от службата и по-късно той става офицер в армията на Конфедерацията. Дънди е „роден на юг“ (роден и израснал в окръг Дейвидсън, Тенеси), но се бори за Съюза.
Новобранците на Дънди включват Тим Райън, който е единственият оцелял от клането на апачите, както и крадец на коне, пиян опаковчик на мулета, отмъстителен министър и малка група чернокожи войници, които са уморени да им се възлагат черни задачи. Дънди неохотно назначава неопитния лейтенант Греъм за свой втори командир. В крайна сметка, изправен пред обесване, което може или не може да бъде блъф от страна на Дънди, Тайрийн приема предложението на Дънди да се присъедини към него. Той обвързва себе си и двайсет от своите хора да служат лоялно на Дънди, но само докато Чариба бъде „заловен или унищожен“.
Когато различните фракции от силите на Дънди не се бият помежду си, те въвличат апачите в няколко кървави битки. Въпреки че спасяват няколко малки деца, заловени от апачите, хората на Дънди губят повечето от запасите си в засада, което ги принуждава да нападнат едно село с френски гарнозон, подкрепящ император Максимилиан от Мексико. Въпреки това има малко за плячкосване и Дънди в крайна сметка споделя част от намаляващата си храна с гладуващите мексиканци. Красивата жителка на селото Тереза Сантяго, австрийска вдовица на лекар, екзекутиран заради подкрепата му за бунтовниците под командването на Бенито Хуарес, предизвиква допълнително напрежение между Дънди и Тайрийн, докато те се борят за нейното внимание. Дънди умишлено улеснява бягството на своите френски затворници. Когато се връщат с подкрепления, както очаква, Дънди изненадва френската колона в нощна атака и тръгва с крайно необходимите припаси. След успешния рейд хората от командването започват да се разбират. Въпреки това, един от конфедератите, O.У.Хадли се опитва да дезертира. Дънди е принуден да нареди екзекуцията му, което отново разделя мъжете.
Тереза и Дънди имат кратка афера. В момент без охрана с нея той е нападнат от апачите и ранен в крака, което го принуждава да потърси медицинска помощ в държания от французите град Дуранго. Лекарят успешно изважда стрелата, но Дънди трябва да остане в Дуранго, за да се възстанови. За него се грижи красива мексиканка, която той накрая отвежда в леглото. Когато Тереза се натъква неочаквано на тях, връзката ѝ с Дънди стига до внезапен край. В резултат на това Дънди започва да пие много. Греъм води малка група мъже да се промъкнат в града, за да отвлекат вниманието на французите, докато Тайрийн засрамва Дънди, карайки го да поднови мисията си.
Чариба се оказва труден за намиране, така че Дънди променя тактиката, като се преструва, че се отказва от преследването и тръгва обратно към Съединените щати. Апашите се впускат в преследване и попадат в капана, който Дънди внимателно им подготвя. Чариба е убита от младия кавалерист Райън по време на засада. Почти всички апачи загиват в нощната битка.
С победата Дънди и Тайрийн се подготвят да подновят личната си вендета, но се появяват французите, принуждавайки двамата мъже да загърбят различията си. Французите са позиционирали част от силите си от американската страна на Рио Гранде, блокирайки силите на Дънди да преминат на американска територия. Две други колони идват бързо на юг от реката. Американците и французите се атакуват взаимно, биейки се в реката с големи загуби и от двете страни. Тайрийн вижда френски войник да грабва знамената на полка и привидно трогнат от патриотизъм, който е смятал за мъртъв, взема обратно заловеното американско знаме и го предава на Дънди – само за да бъде прострелян в стомаха. С последните си сили той язди, за да забави сам отряд френска кавалерия, докато другите американци пресичат Рио Гранде. Само янките Дънди, Греъм, Потс, Райън и сержант Гомес, плюс конфедератите Чилъм и Бентийн и няколко други войници оцеляват.
Докато силите на Дънди се насочват към дома, разказът отбелязва, че сега е 19 април 1865 г. Войниците не знаят, че Лий се е предал, Гражданската война е приключила и Ейбрахам Линкълн е убит.

## В ролите
| Изпълнител             | Роля                      |
| ---------------------- | ------------------------- |
| Чарлтън Хестън         | Майор Амос Чарлз Дънди    |
| Ричард Харис           | Капитан Бенджамин Тайрийн |
| Джим Хътън             | Лейтенант Греъм           |
| Джеймс Кобърн          | Самюел Потс               |
| Майкъл Андерсън младши | Кавалерист Тим Райън      |
| Сента Бергер           | Тереза Сантяго            |
| Марио Адорф            | Сержант Гомес             |
| Брок Питърс            | Езоп                      |
| Уорън Оутс             | О.У. Хадли                |
| Бен Джонсън            | Сержант Чилъм             |
| Р. Г. Армстронг        | преподобния Далстром      |
| Л. К. Джоунс           | Артър Хадли               |
| Слим Пикенс            | Уайли                     |
| Дъб Тейлър             | Бенджамин Приам           |
| Джон Дейвис Чандлър    | Джими Лий Бентин          |